# Nekropole von Marshan

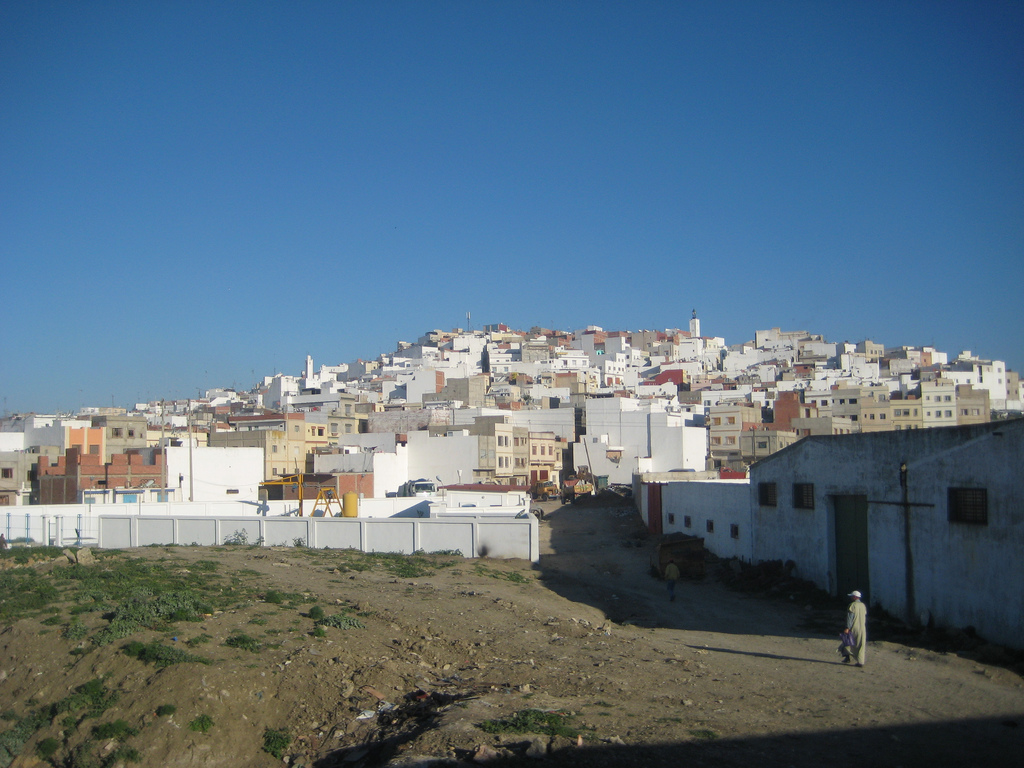
Kasbah-Hügel von Tanger

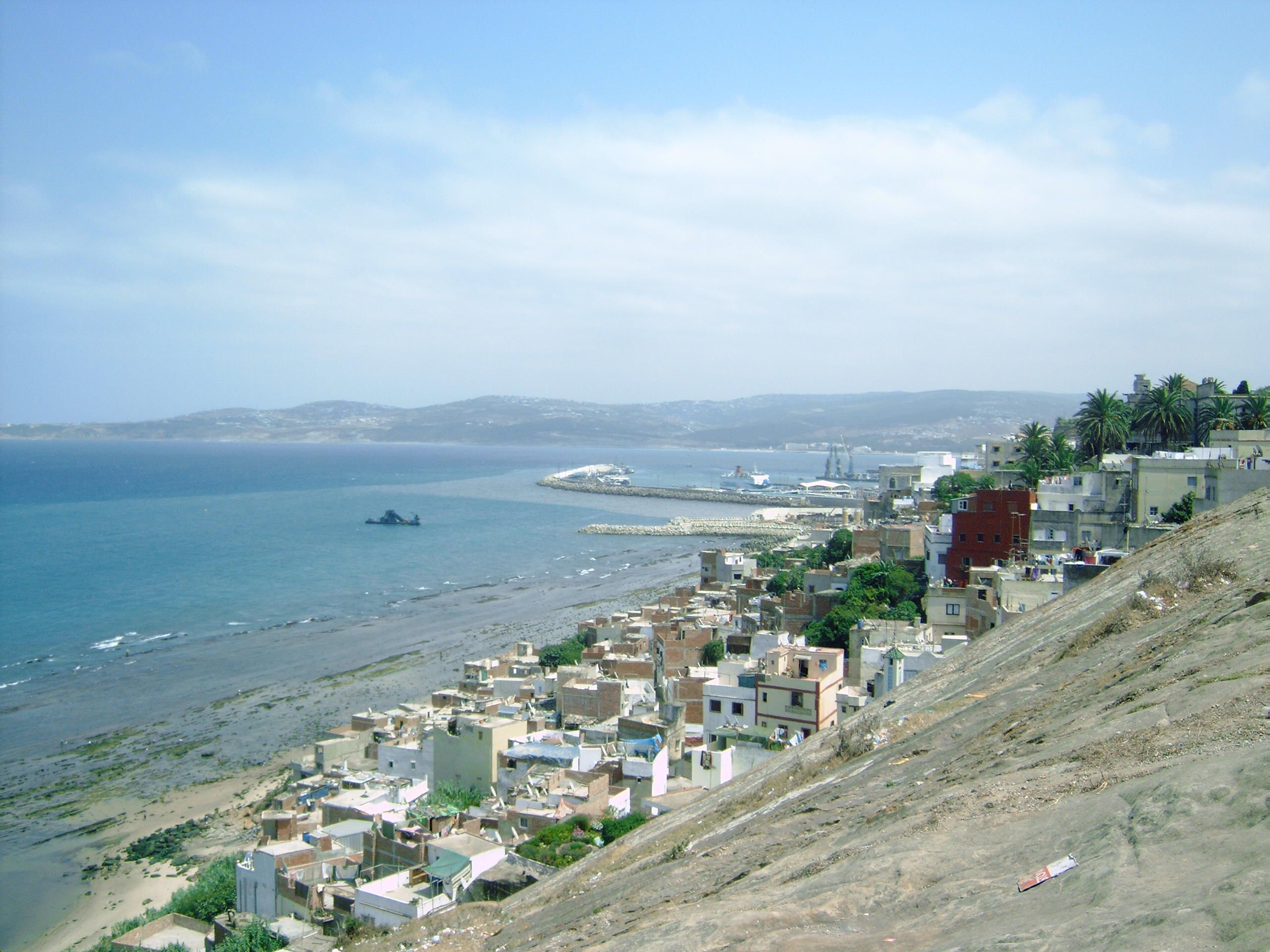
Blick vom Marshan-Felsplateau auf den Hafen von Tanger

Die antike Nekropole von Marshan befindet sich auf einem horizontalen Felsplateau des Kasbah-Hügels der nordmarokkanischen Stadt Tanger. Die wichtigsten Funde werden im nahegelegenen Kasbah-Museum gezeigt.

## Lage
Die Nekropole von Marshan befindet sich im gleichnamigen Stadtteil von Tanger; sie liegt auf einem Felsplateau inmitten neuzeitlicher Bebauung etwa 500 m westlich des Kasbah-Hügels und ca. 100 m oberhalb der Atlantikküste.

## Geschichte
Über das genaue Alter der insgesamt etwa 28 aus dem Felsplateau herausgehauenen Felsgräbern besteht Unklarheit; die Deckplatten sind allesamt verschwunden. Die Gräber werden gemeinhin als phönizisch-römisch eingestuft, obwohl weder von den Phöniziern noch von den Römern gleichartige Bestattungsplätze bekannt sind. Die Grabbeigaben und andere Fundstücke verweisen jedoch zweifelsfrei auf die Römer. Die Nekropole wurde im Jahr 1964 von französischen Archäologen unter der Leitung von Michel Ponsich (1927–2010) unter einer dünnen Erdschicht mit Grasbewuchs wiederentdeckt und freigelegt.

## Gräber
Die in Ost-West-Richtung in den Fels gehauenen Grabkisten haben nur in wenigen Fällen eine Aushöhlung für den Kopf des Verstorbenen; in den meisten Fällen sind sie jedoch nur rechteckig. Sie wurden in römischer und spätrömischer Zeit wiederbenutzt, wobei manchmal zusätzliche Bleisarkophage zum Einsatz kamen. Andere Steinkisten aus Naturstein oder Ton wurden in der Nähe einfach nur ins Erdreich versenkt.